# Robert Jung
Robert Jung (11. září 1935 Lipová-lázně, Československo – 22. března 2015) byl německý hudební producent, textař, skladatel a zpěvák.

## Život
Po ukončení základní školy se vyučil obchodníkem, ale již brzy se místo toho začal věnovat psaní sloupků do různých zábavních časopisů. Jako teenager založil kapelu „Die Nachtfalter“, se kterou o víkendech vystupoval. Začal skládat písně a psát k nim texty. Prostřednictvím Maxe Gregera se dostal k showbyznysu, kde poznal skladatele Ralpha Siegela. Jungovým prvním velkým úspěchem byl v roce 1970 text k písni pro Peggy March „Einmal verliebt, immer verliebt“, kterou zhudebnil Ralph Siegel.
V roce 1980 objevil 15letou zpěvačku Nicole, pro kterou napsal její první velký hit „Flieg nicht zu hoch mein kleiner Freund“. V roce 1982 produkoval její píseň „Ein bisschen Frieden“, se kterou následně vyhrála Eurovizi 1982.
Robert Jung napsal texty nebo složil hudbu pro asi 3000 písní, z nichž spousta patří mezi nejúspěšnější německé šlágry. Mezi jeho nejznámější skladby patří „La Pastorella“, „Aus Böhmen kommt die Musik“, „Sudetenland, mein Heimatland“ nebo „Walzer der Liebe“ pro Mireille Mathieu.
Od roku 1964 byl ženatý. Postupně se mu a jeho ženě Rosie narodily dcery Melanie a Dagmar a také syn Robert. Od roku 1970 žila rodina v Baldhamu nedaleko Mnichova a vlastnila dům v Bardolinu u Gardského jezera.

## Ocenění
- Záslužný řád Spolkové republiky Německo

- Willy-Dehmel-Preis